# Ađan Ča
Ađan Ča (taj. Ajahn Chah; Ubon Ratčatani, 17. jun 1918 — Ubon Ratčatani, 16. januar 1992) je bio učitelj teravada meditacije.
Preko milion ljudi je prisustvovalo sahrani Ađan Ča 1992. godine, uključujući Tajlandsku kraljevsku porodicu.

## Život
Postao je monah još kao vrlo mlad, ali se ubrzo zasitio monotonog života u konvencionalnom manastiru. Tako je postao lutajući monah, živeo u šumi i vreme provodio u meditaciji. Posle mnogo godina se skrasio u šumskoj isposnici, koja se kasnije razvila u manastir, i tu počeo da privlači one zainteresovane za meditaciju. Ajahn Chah je postao dobro poznat po svojoj ljudskoj toplini, humoru i naročito praktičnom, direktnom i spontanom pristupu meditaciji. 70-tih godina prošlog veka počeo je da privlači i niz učenika sa Zapada, od kojih su neki kasnije i sami osnovali svoje manastire i centre za meditaciju na Zapadu. Iako sam nije nikad ništa napisao, neki od njegovih govora, izreka i anegdota su zabeleženi i objavljeni, te su od tada postali vrlo popularni. Ajahn Chah je umro 1992. godine, posle duže bolesti izazvane moždanim udarom.

## Spoljašnje veze
- Budizam od A do Z
- Kratka biografija i slike.
- Video: detaljna biografija Ađan Čaa